# Les Rivières
Les Rivières ist eines von sechs Arrondissements der kanadischen Stadt Québec in der gleichnamigen Provinz. Im Jahr 2011 zählte der 48,61 km² große Stadtbezirk 69.070 Einwohner, was einer Bevölkerungsdichte von 1421 Einw./km² entspricht.

## Geographie
Les Rivières liegt im geographischen Zentrum des Stadtgebiets. Der Name (dt. „die Flüsse“) bezieht sich auf die Lage am Rivière Saint-Charles sowie dessen Nebenflüsse Rivière Lorette und Rivière du Berger. Benachbarte Arrondissements der Stadt Québec sind La Haute-Saint-Charles im Nordwesten, Charlesbourg im Nordosten, La Cité-Limoilou im Osten und Sainte-Foy–Sillery–Cap-Rouge im Süden. Darüber hinaus grenzt Les Rivières im Westen an die Gemeinde L’Ancienne-Lorette, eine Enklave innerhalb der Stadt. Les Rivières ist zusätzlich in die Quartiere Duberger–Les Saules, Neufchâtel-Est–Lebourgneuf und Vanier unterteilt.

## Geschichte
Das Arrondissement Les Rivières besteht seit der großen Gemeindefusion vom 1. Januar 2002. Die damaligen westlichen Stadtteile Québecs wurden mit der bis dahin eigenständigen Stadt Vanier zusammengelegt. Vanier war eine Enklave gewesen und wies bei der Volkszählung von 2001 eine Bevölkerungszahl von 11.054 Einwohnern auf. Die übrigen Teile des Arrondissements waren in den frühen 1970er Jahren eingemeindet worden: 1970 stießen Duberger und Les Saules zur Stadt, 1971 kam Neufchâtel hinzu, 1973 Charlesbourg-Ouest (entspricht dem östlichen Teil des Quartiers Neufchâtel-Est–Lebourgneuf). Bei der Neueinteilung der Stadtbezirke am 1. November 2009 gelangten kleinere Teile von Les Rivières zu den Arrondissements Charlesbourg und La Haute-Saint-Charles.